# Polygala rhynchosperma
Polygala rhynchosperma är en jungfrulinsväxtart som beskrevs av Sidney Fay Blake. Polygala rhynchosperma ingår i släktet jungfrulinssläktet, och familjen jungfrulinsväxter. Inga underarter finns listade i Catalogue of Life.